# Union Pacific Railroad
La Union Pacific Railroad è una delle più grandi compagnie ferroviarie statunitensi, fondata nel 1862, e tuttora operante nella zona centro-occidentale. La sigla abbreviata, che compare anche sui suoi mezzi, è UP.
È la diretta rivale della compagnia americana BNSF Railway.

## Storia
La Union Pacific (spesso abbreviata semplicemente come UP) nasce sulla spinta del Pacific Raiload Act del 1862, per dar vita alla prima ferrovia transcontinentale. Completata l'opera nel 1869, sotto la guida di Jay Gould la UP si avvia a diventare una delle principali compagnie ferroviarie operanti nel West, in diretta concorrenza con l'arcirivale Southern Pacific.
Alla morte di Gould, l'UP andò in bancarotta (1893), finendo quindi sotto l'influenza di E.H. Harriman qualche anno dopo, che la riorganizzò, giungendo, nel 1901, a prendere il controllo anche della rivale Southern Pacific. Ciò portò a benefici di standardizzazione sul materiale rotabile. La Corte Suprema dichiarò nel 1913 incompatibile il possesso della SP da parte della Union Pacific Railroad, a causa del monopolio che le due compagnie creavano nei traffici merci dal Mississippi al Pacifico.
La Union Pacific, dopo che nel 1982 già aveva acquisito anche la Western Pacific Railroad e nel 1995 la Chicago and North Western Railway, nel 1996 acquisì finalmente la rivale Southern Pacific che si dibatteva in difficoltà finanziarie già da quasi due decenni, e che in origine si era fusa con la Achtison Topeka & Santa Fe (ora BNSF Railway)

### Rotabili

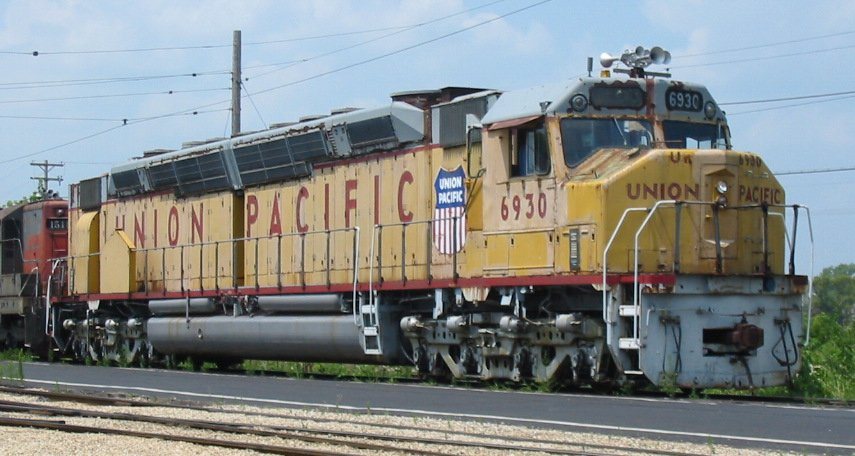
Un potente locomotore EMD DDA40X, conservato all'Illinois Railway Museum. 16 luglio 2005.

La Union Pacific Railroad classificava le proprie locomotive a vapore in base al rodiggio (secondo la notazione Whyte), usando numeri o lettere le cui iniziali corrispondevano a una cifra (esempio "FEF" significa "Four Eight Four") o la comune denominazione di esso (esempio "MK" è la sigla di "Mikado").
Durante i primi anni di attività, la compagnia affidava i treni passeggeri alle 4-4-0 "American" e le 4-6-0 "Tenwheeler", poi sostituite dalle 4-4-2 "Atlantic" e 4-6-2 "Pacific". I convogli merci erano invece affidati alle 2-8-0 "Consolidation" e 2-8-2 "Mikado". Con il progresso tecnologico, la Union Pacific fu una delle compagnie statunitensi che più si lanciarono in innovazioni tecniche in campo del materiale di trazione; l'acclività delle linee e l'asperità dei luoghi attraversati costrinse la compagnia a cercare soluzioni particolari. Le sue prime locomotive a vapore articolate Mallet furono le potenti "Bull Moose" di rodiggio 2-8-8-0, a doppia espansione con velocità limitata a 30 km/h. Furono convertite a semplice espansione tra il 1937 e il 1944. Nel 1930 entrò in servizio la classe 9000, 88 macchine a 3 cilindri con ben sei assi motori su un lungo assale rigido, in grado di trainare gli stessi convogli delle "Bull Moose" a 50 km/h.
Nel 1936 furono introdotte le "Challenger" nuove Mallet a semplice espansione in grado di filare oltre i 100 km/h che trovarono impiego nei treni derrate e passeggeri. I primi due lotti riuscirono così bene da gettare le basi della classe 4000, meglio note come Big Boy, riconosciute come locomotive a vapore più grandi di sempre e divenute un simbolo dell'epoca del vapore delle ferrovie nordamericane. Un altro gruppo importante sono le FEF (classe 800), 45 macchine di rodiggio 4-8-4 in grado di filare a 190 km/h. Tra le altre macchine a vapore, vi erano locomotive a turbina e, dal 1952 al 1970, macchine con turbine a gas (GTEL). Con l'avvento della trazione diesel-elettrica, la UP si fa fornire le macchine da EMD, GE e altre ditte; tra le più note vi sono indubbiamente le DDA40X (rodiggio Do'Do'), pensate per eliminare la trazione multipla ma successivamente dismesse.

#### Rotabili storici
La Union Pacific è l'unica compagnia ferroviaria di classe I ad avere un proprio parco di rotabili funzionanti usati a fini rievocativi. Ha sede a Cheyenne (Wyoming), la cui officina era storicamente il "cuore pulsante" dell'intera rete ferroviaria. Oltre alle vaporiere No. 844 e 4014 possiede locomotori diesel-elettrici carenati e carrozze passeggeri in livrea gialla. Nel 1959 la stessa compagnia realizzò Last of the Giants (L'ultimo dei giganti) un documentario di 23 minuti che riassume l'evoluzione delle sue locomotive per poi descrivere l'impiego operativo delle Big Boy.

## Linee ferroviarie

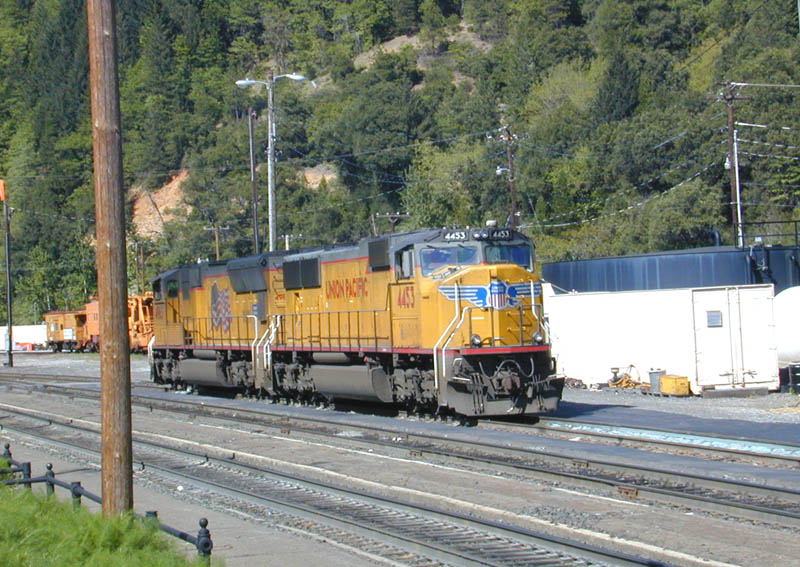
Una coppia di EMD SD-70 a Dunsmuir, California. Sul muso l'attuale simbolo della UP, con le ali spiegate.

Le linee storiche principali della UP partivano da Council Bluff (Iowa) e da Kansas City (Missouri), verso Denver e Cheyenne.
Da qui una linea si dirigeva nell'Oregon verso Huntington, quindi lungo lo Snake River fino a Portland, o verso Butte nel Montana.
L'altra si dirigeva invece verso Salt Lake City e quindi verso Los Angeles seguendo il più possibile i corsi dei fiumi, onde evitare dislivelli eccessivi. La linea per Los Angeles passava attraverso lo Utah e il Nevada, passando per Las Vegas.
L'unica tratta realmente impegnativa era nel Wyoming lungo la collina Sherman (Sherman Hill), tra Cheyenne e Laramie, con un'altezza di 2442,36 m.s.l.d.m. (8013 piedi): il binario costruito nel 1918 era lungo 35,5 miglia (56,38 km) con una pendenza del 15,5‰ (1,55% con 0,89° di inclinazione). Il 12 maggio 1953 venne aperto il "terzo binario", lungo nove miglia in più (42,5 cioè 68,4 km) ma con una pendenza più docile dell'8,2‰ (0,82% con 0,47° di inclinazione). La rivale Southern Pacific aveva linee ben più impegnative, e questo fu un gran vantaggio per la UP.
Con l'acquisizione della Southern Pacific nel 1996, la compagnia si è trovata a gestire per intero la famosa Overland Route (nome identificativo della First Transcontinental Railroad, costruita dalla stessa UP assieme alla Central Pacific Railroad e percorsa ad esempio dal City of San Francisco da Omaha a Oakland, California, con traghettamento verso San Francisco) attraverso l'impegnativo e terribile Donner Pass e la Sunset Route, dalla foce del Mississippi a Los Angeles, attraverso il Texas e il Nuovo Messico. Quest'ultima linea è praticamente in diretta concorrenza con l'allora neonata BNSF Railway. Ulteriori linee sono la Golden State Route, da Chicago a Los Angeles via Kansas City ed El Paso, e il Central Corridor, tra Winnemucca (Nevada) e Denver.
Con l'apertura del porto intermodale di Portland, è stata più volte presa in considerazione l'idea di raddoppiare la linea del Donner Pass, riattivando il vecchio binario del valico, dismesso nel 1996.

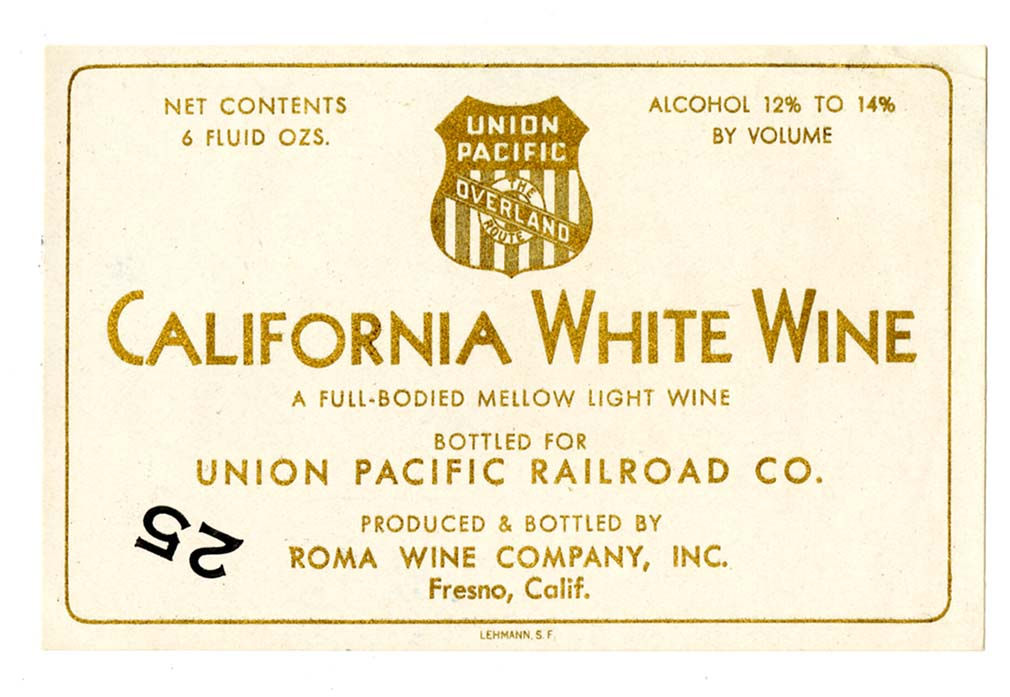